# Кати Волф
Кати Волф (мађ. Kati Wolf; Сентандреја, 27. септембар 1974) је мађарска поп певачица.
Учествовала је на Песми Евровизије 2011. године са песмом What About My Dreams? (ср. Шта је с мојим сновима?)

## Дискографија
- -{Wolf-áramlat (2009)
- Az első X — 10 dal az élő showból (2011)}-